# السلك الدبلوماسي الإفريقي
السلك الدبلوماسي الأفريقي هو هيئة تتكون من 53 سفيرا لدى الولايات المتحدة يمثلون الدول الأفريقية. هدفه هو الضغط على السياسيين الأمريكيين وتثقيف الدبلوماسيين والمعلمين ومحللي السياسات ووسائل الإعلام حول الأحداث الجارية في إفريقيا. أسس السلك الدبلوماسي الأفريقي "أسبوع أفريقيا" في واشنطن العاصمة، ورئيسه الحالي هو سيرج مومبولي، سفير جمهورية الكونغو، الذي يشغل منصب عميد السلك منذ عام 2015. خلف السفير روبلي ألهاي من جيبوتي الذي توفي في 22 يوليو 2015.